# Temple afro-brésilien

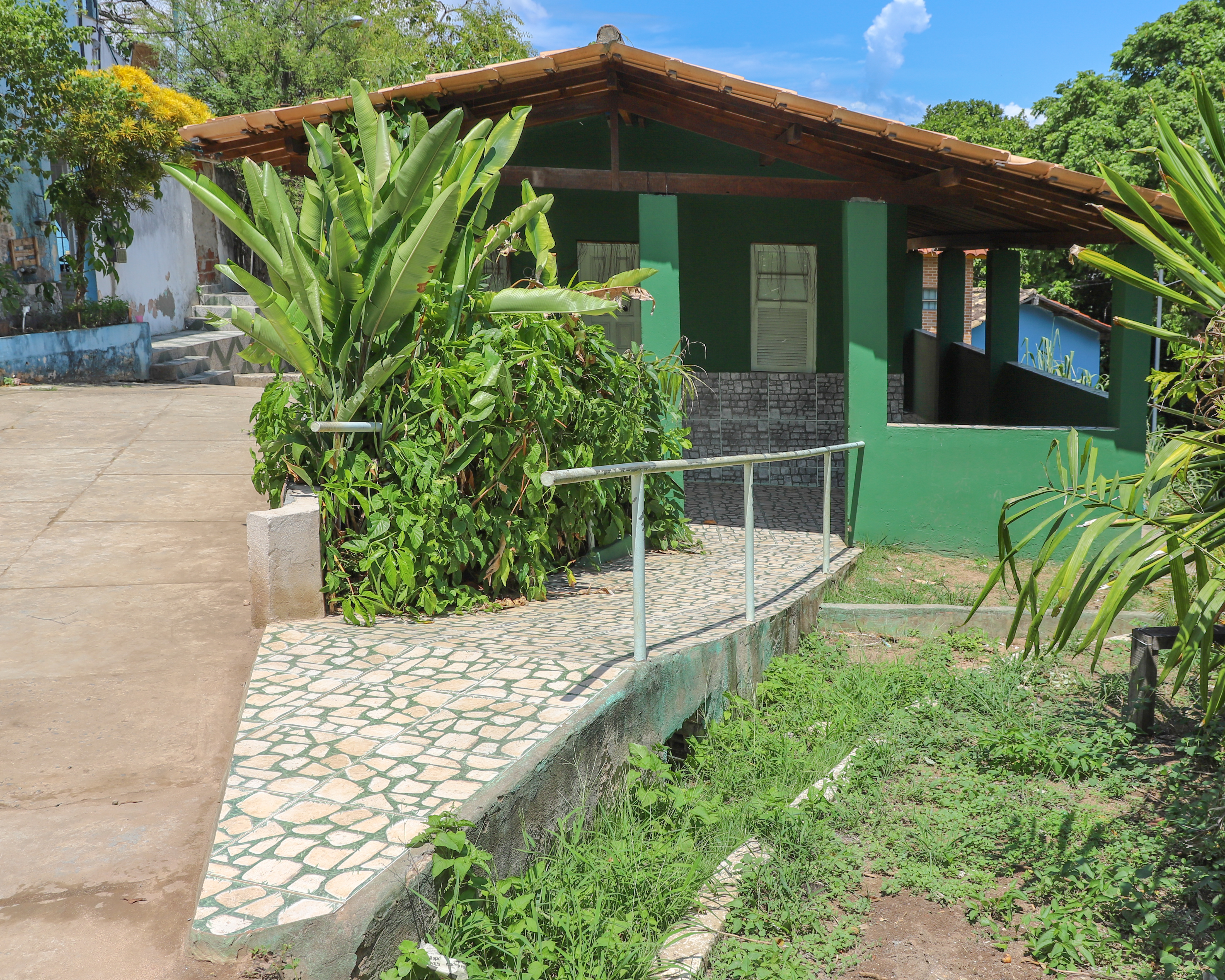
Terreiro de à Salvador de Bahia

Les temples afro-brésiliens, communément appelé terreiros (du latin terrarium), comme les jardins et maisons de candomblé, les Batuque (pt), les tentes ou centres d'Umbanda, sont les lieux de culte de la plupart des religions afro-brésiliennes. Au Brésil, c'est dans ces édifices qu'ont lieu les services cérémoniels et les offrandes aux orixás.
Depuis 1975, le gouvernement brésilien protège les terreiros contre tout type de transformation matérielle ou immatérielle. Et depuis 2007, les adeptes du terreiro ont aussi été officiellement reconnus comme peuple traditionnel, s'inscrivant dans la politique de développement durable des communautés traditionnelles (PNPCT).